# Кермек каролинский
Кермек каролинский (лат. Limonium carolinianum) — вид травянистых растений из рода Кермек семейства Свинчатковые (Plumbaginaceae).

## Распространение
Растение встречается на побережьях северо-востока Северной Америки (США и Канада), в том числе по берегам реки Святого Лаврентия и на атлантическом побережье. В ареал вида также входят Бермудские острова и мексиканский штат Тамаулипас.
Как и многие другие виды кермека, Кермек каролинский способен расти на засолённых и илистых почвах.

## Название
Видовой эпитет, carolinianum, связан с распространение этого растения в американских штатах Северная и Южная Каролина.
В синонимику вида входят следующие названия:
- Statice caroliniana Walter (1788)
- Limonium angustatum (A.Gray) Small
- Limonium carolinianum var. angustatum (A.Gray) S.F.Blake
- Limonium carolinianum var. compactum Shinners
- Limonium carolinianum var. nashii (Small) B.Boivin
- Limonium carolinianum var. obtusilobum (S.F.Blake) H.E.Ahles
- Limonium carolinianum var. trichogonum (S.F.Blake) B.Boivin
- Limonium nashii Small (1897) (Кермек Нэша)[2]. Это название было дано таксону в честь американского ботаника Джорджа Валентина Нэша (англ. George Valentine Nash, 1864—1921).
- Limonium nashii var. angustatum (A.Gray) H.E.Ahles
- Limonium obtusilobum S.F.Blake
- Limonium trichogonum S.F.Blake

Английское (sealavender) и французское (lavande de mer) общеупотребительное название растения («морская лаванда») связано с типичным местообитанием растения и похожестью окраски его цветков на окраску цветков лаванды (Lavandula).

## Ботаническое описание
Кермек каролинский — многолетнее травянистое растение.
Листья прикорневые, собраны в розетку. Длина листьев — от 5 до 25 см, изредка — до 40 см.
Из центра розетки появляется зонтиковидное соцветие, обильно разветвлённое в верхней части, с цветками лиловатого (иногда белого) цвета. Высота цветоносов — от 10 до 60 см, изредка до 95 см. Чашечка беловатая, от 4 до 6,5 мм, иногда до 7,5 мм; трубка цветка — от 2,5 до 5 мм; размер венчика немного превышает размер чашечки. Время цветения — с июня по декабрь.
Отмечено, что семенами данный вид размножается редко, большей частью происходит вегетативное размножение с помощью горизонтальных корневищ.
Число хромосом: 2n = 36.